# Cymothoe achillides
Cymothoe achillides är en fjärilsart som beskrevs av Schultze 1921. Cymothoe achillides ingår i släktet Cymothoe och familjen praktfjärilar. Inga underarter finns listade i Catalogue of Life.